# التصنيفات الدولية للنرويج
هذه قائمة التصنيفات الدولية لالنرويج :

## جودة الحياة
- برنامج الأمم المتحدة الإنمائي: 2015 مؤشر التنمية البشرية، المرتبة 1 من أصل 188 بلدا.[1]
- برنامج الأمم المتحدة الإنمائي: 2015 مؤشر التنمية البشرية، المرتبة 1 من أصل 150 بلدا.[2]
- ذي إيكونوميست: 2013 معيار جودة المعيشة: المرتبة 3 من أصل 80 بلدا.[3]
- شبكة الأمم المتحدة لحلول التنمية المستدامة: 2015 تقرير السعادة العالمي، المرتبة 1 من أصل 85 بلدا.[4]
- لجنة قياس الأداء الاقتصادي والتقدم الاجتماعي: 2015 مؤشر جودة الحياة لمنظمة للتعاون الاقتصادي والتنمية، المرتبة 1 من أصل 36 بلدا.[5]
- معهد ليغاتوم: 2015 مؤشر الازدهار القانوني، المرتبة 1 من أصل 142 بلدا.[6]

## الاقتصاد
- وول ستريت جورنال ومؤسسة التراث: مؤشر الحرية الاقتصادية 2015، المرتبة 27 من أصل 179 بلدا.[7]
- البنك الدولي: مؤشر سهولة ممارسة الأعمال 2015، المرتبة 9 من أصل 183 بلدا.[8]
- معهد فرايزر: الحرية الاقتصادية في العالم 2015، المرتبة 27 من أصل 157[9]
  - حجم الحكومة: المرتبة 132 من أصل 157، بمعدل 5.0
  - النظام القانوني وحقوق الملكية: المرتبة 3 من أصل 157، بمعدل 8.6
  - سلامة الأموال: المرتبة 37 من أصل 157، بمعدل 9.4
  - حرية التجارة الدولية: المرتبة 77 من أصل 157، بمعدل 7.3
  - النظم القانونية: المرتبة 70 من أصل 157، بمعدل 7.2
    - لوائح سوق الائتمان: المرتبة 1 من أصل 157، بمعدل 10.0
    - لوائح سوق العمل: المرتبة 145 من أصل 157، بمعدل 4.4
    - اللوائح التجارية: المرتبة 22 من أصل 157، بمعدل 7.2
- المنتدى الاقتصادي العالمي: تقرير التجارة العالمية التمكينية 2014، المرتبة 12 من أصل 138، بمعدل 5.1 (من أصل 7)[10]

## السياسة
- الشفافية الدولية: مؤشر مدركات الفساد 2014، المرتبة 5 من أصل 182.[11]
- مراسلون بلا حدود: مؤشر حرية الصحافة 2011/2012، المرتبة 1 من أصل 179 بلدا.[12]
- وحدة الاستخبارات الاقتصادية: مؤشر الديمقراطية 2015، المرتبة 1 من أصل 167، بمعدل 9.93[13]
  - العملية الانتخابية والتعددية: المرتبة 1 من أصل 167، بمعدل 10.00A
  - أداء الحكومة: المرتبة 1 من أصل 167، بمعدل 9.64
  - المشاركة السياسية: المرتبة 1 من أصل 167، بمعدل 10.00
  - الثقافة السياسية الديمقراطية: المرتبة 1 من أصل 167، بمعدل 10.00B
  - الحريات المدنية: المرتبة 1 من أصل 167، بمعدل 10.00C
- الشفافية الدولية: مقياس الفساد العالمي 2013، المرتبة 6 من أصل 95، بمعدل 3[14] (3 ٪ من الناس قاموا برشوة مسؤول في عام 2013)
- ترتيب الديمقراطية 2015، المرتبة 1 من أصل 113، بمعدل 88.1[7]
- مشروع العدالة العالمية: مؤشر سيادة القانون 2014، المرتبة 1 من أصل 113، بمعدل 0.88 (من أصل 1)[15]
- صندوق السلام: مؤشر الدول الهشة 2016، المرتبة 177 من أصل 178 (الأقل هشاشة)، بمعدل 18.8 (من أصل 120)[16]